# スーパーマン
スーパーマン（英: Superman）は、DCコミックスの出版するアメリカン・コミックスである。主人公である架空のスーパーヒーローも同名であり、映画、ドラマ、アニメ作品なども同じタイトルを冠している。

## 概要
1938年に原作ジェリー・シーゲルと作画ジョー・シャスターによって創造され、アクション・コミックス誌第1号で初登場した。
2013年には75周年を記念する動画が制作されている。
2018年には80周年を迎え、4月にはアクション・コミックスが1000号に達した。
テレビ・シリーズ冒頭のナレーションは「弾丸（たま）よりも速く、力は機関車よりも強く、高いビルディングもひとっ跳び！」。
キャッチフレーズは、「空を見ろ!」「鳥だ!」「飛行機だ!」「――いや、スーパーマンだ!」（Look! Up in the sky! It's a bird! It's a plane! It's Superman!）。
当初のキャッチコピーは「真実、正義、そしてアメリカン・ウェイ」であったが、2021年にグローバル展開を意識し「真実、正義、そしてより良い明日（Truth, Justice and A Better Tomorrow.）」に変更された。
ここでは主にスーパーマンの関連作品について記述する。キャラクターの詳細はスーパーマン (架空の人物)を参照。

## 登場人物

### ファミリー
スーパーマン / カル゠エル / クラーク・ケント
主人公。DCユニバース最強でありながら、最も人間らしいヒーロー。
ロイス・レイン
デイリー・プラネット新聞社の優秀な女性記者。スーパーマンの妻。
ジョン・ケント
スーパーマンとロイス・レインの息子。
スーパーガール / カーラ・ゾー゠エル / カーラ・ダンバース
スーパーマンのいとこ。
スーパーボーイ / コン゠エル / コナー・ケント
スーパーマンのクローン。
パワーガール / カーラ・ゾー゠エル / カレン・スター
並行世界「アース2」のスーパーガール。
スティール / ジョン・ヘンリー・アイアンンズ
メトロポリスの元鉄工員。スレッジハンマーを武器に戦うヒーロー。
クリプト
スーパーマンが飼っている、惑星クリプトン出身の犬。

### 協力者
ジミー・オルセン
デイリー・プラネット新聞社のカメラマン。クラーク・ケントの同僚かつ友人。
ペリー・ホワイト
デイリー・プラネット新聞社の編集長。クラーク・ケントの上司。
キャット・グラント
デイリー・プラネット新聞社のコラムニスト。クラーク・ケントの同僚。
マギー・ソーヤー
特殊犯罪担当の女性刑事。
ジョナサン・ケント
スーパーマンことクラーク・ケントの育ての父親。
マーサ・ケント
スーパーマンことクラーク・ケントの育ての母親。
ラナ・ラング
クラーク・ケントがスモールヴィルに住んでいた頃からの友人。
ピート・ロス
クラーク・ケントがスモールヴィルに住んでいた頃からの友人。

### 敵対者
レックス・ルーサー（Lex Luthor）
メトロポリスの巨大企業レックスコープの社長。スーパーマンの宿敵。
ブレイニアック（Brainiac）
知識の収集を目的に惑星を破壊する、ルーサーと並ぶスーパーマンの宿敵。
ゾッド将軍（General Zod）
ファントムゾーンへ追放されたクリプトン人。
ダークサイド（Darkseid）
悪のニューゴッズ、惑星アポコリプスの支配者。
ドゥームズデイ（Doomsday）
スーパーマンを殺害したこともある人造生物。
エラディケーター（Eradicator）
クリプトン人の保護を目的に作られた人工知能。
サイボーグスーパーマン（Cyborg Superman）
サイボーグ化したスーパーマンのクローン。
ウルトラマン（Ultraman）
善悪が逆転した並行世界「アース3」のスーパーマン。
ビザロ（Bizarro）
スーパーマンの不完全なクローン。
パラサイト（Parasite）
放射性廃棄物の影響で普通の人間が変貌した怪物。触れた相手のパワーを吸収する能力を持っている。
トイマン（Toyman）
オモチャを利用した犯罪を行う。
プランクスター（Prankster）
イタズラで様々な悪事を行う愉快犯。
ブルーノ・マンハイム（Bruno Mannheim）
メトロポリスを拠点に活動する犯罪集団「インターギャング」のリーダー。
メタロ（Metallo）
クリプトナイトで出来た心臓を動力源としたアンドロイドのボディに人間の脳を移植したサイボーグ。
テラマン（Terra-Man）
天馬に乗り光線銃を武器とするガンマン。元は19世紀の西部に生まれた少年だったが宇宙人に育てられていた。
クリプトナイトマン（Kryptonite Man）
元はブラー星出身の宇宙人だったが緑の星雲を通過したときに全身がクリプトナイト化した怪人。触れる物をクリプトナイト化する能力を持っており、スーパーマンの天敵と呼べる存在。
ミスター・ミクシィズピトルク（Mister Mxyzptlk）
5次元の世界からやってきた魔法使い。人智を越えた魔法を操る強敵だが、スーパーマンをからかうことを生きがいとする。

## 漫画
アクション・コミックス (Action Comics)
「Action Comics #1」はスーパーマンのデビュー作。
(vol. 1) 1939年～2011年(#1-#904)、2016年～(#957-)
(vol. 2) 2011年～2016年(#1-#52) 全52号
Superman (comic book)
(vol. 1) 1938年～1986年(#1-#423)、2006年～2011年(#650-#714) 全488号
(vol. 2) 1987年～2006年 全228号
(vol. 3) 2011年～2016年 全57号
(vol. 4) 2016年～

### 単行本
The Man of Steel (マン・オブ・スティール (コミック))
1986年に出版されたジョン・バーンによる設定をリブートしたミニシリーズ。
Whatever Happened to the Man of Tomorrow? (何がマン・オブ・トゥモローに起こったか？)
1986年に出版されたアラン・ムーアによる「スーパーマンの最終回」を描いたエピソード。
The Death of Superman (デス・オブ・スーパーマン)
1992年から1993年にかけて出版された複数の作家によるスーパーマンの死と復活を描いたストーリー展開。
Superman: The Wedding Album (スーパーマン: ウェディング・アルバム)
1996年に出版された複数の作家によるスーパーマンとロイス・レインの結婚を描いたワンショット。
Superman Red/Superman Blue (スーパーマンレッド/スーパーマンブルー)
1998年に出版された複数の作家によるスーパーマンの分離を描いたストーリー展開。
Superman: Peace on Earth (スーパーマン: ピース・オン・アース)
1999年に出版されたポール・ディニとアレックス・ロスによる貧困問題を題材にしたワンショット。
Superman: War of the Supermen (スーパーマン: ウォー・オブ・スーパーメン)
2010年に出版されたスーパーマンとゾッド将軍の戦いを描いたミニシリーズ。
Superman: Lois and Clark (スーパーマン: ロイス&クラーク)
2015年に出版されたスーパーマンとロイス、5歳の息子ジョンとの日々を描いたミニシリーズ。
Superfriends Part.1, Part.2
2018年2月の"Batman vol.3 #36-#37"に掲載された、スーパーマンとロイス・レイン、バットマンとキャットウーマンのダブルデートを描いたエピソード。

### スピンオフ
Superman Family Adventures (スーパーマン・ファミリー・アドベンチャーズ)
2012年に出版されたアート・バルタザールとフランコによる絵本風にアレンジした作品。
Superman of Smallville (スーパーマン・オブ・スモールヴィル)
2019年に出版されたアート・バルタザールとフランコによる絵本風にアレンジした作品。
SUPERMAN vs 飯　スーパーマンのひとり飯（スーパーマン バーサス めし　スーパーマンのひとりめし）
2021年から宮川サトシの原作で北郷海の作画により日本で連載されたDCコミックス公認のスーパーマングルメ漫画。

### 日本語訳
- スーパーマン 世界一のアメリカ漫画雑誌 (1949/5)

コミックス社刊。
- 月刊スーパーマン (1959)

少年画報社刊。
- 月刊スーパーマン増刊 スーパーマン対モハメド・アリ (1978/9)

マーベリック社刊。
- スーパーマン/バットマン No.1（1996 ISBN 978-4796841016）
- スーパーマン/バットマン No.2（1996 ISBN 978-4796841023）
- スーパーマン/バットマン No.3（1997 ISBN 978-4796841030）

小学館プロダクション刊。スーパーマンの誕生秘話『マン・オブ・スティール』を全て収録。
- スーパーマン: ピース・オン・アース (2000/6 ISBN 978-4796841054)

小学館プロダクション刊。
- スーパーマン: フォー・トゥモロー (2006/6 ISBN 978-4861763137)

ジャイブ刊。
- スーパーマン パーフェクト・ガイド (2006/8/9 ISBN 978-4796870320)

小学館プロダクション刊。
- スーパーマン: ザ・ラスト・エピソード (2010/5/20 ISBN 978-4796870702)

小学館集英社プロダクション刊。
- キングダム・カム 愛蔵版 (2010/10/29 ISBN 978-4796870788)

小学館集英社プロダクション刊。
- スーパーマン: レッド・サン (2012/08/29 ISBN 978-4796871273)

小学館集英社プロダクション刊。
- スーパーマン: アースワン (2013/3/23 ISBN 978-4796871433)

小学館集英社プロダクション刊。
- スーパーマン・フォー・オールシーズン (2013/5/29 ISBN 978-4796871525)

小学館集英社プロダクション刊。
- スーパーマン: ラスト・サン (2013/08/10 ISBN 978-4796871600)

小学館集英社プロダクション刊。
- スーパーマン: アクション・コミックス Vol.1 (2013/8/24 ISBN 978-4864910798)

ヴィレッジブックス刊。
- NEW52:スーパーマン/ヤング・ジャスティス (2013/10/30 ISBN 978-4864910927)

ヴィレッジブックス刊。
- バットマン/スーパーマン:クロスワールド (2015/4/22 ISBN 978-4796875417)

小学館集英社プロダクション刊。
- オールスター:スーパーマン (2015/10/30 ISBN 978-4864912471)

ヴィレッジブックス刊。
- スーパーマン: アンチェインド (2015/12/26 ISBN 978-4864912563)

ヴィレッジブックス刊。
- スーパーマン/バットマン: パブリック・エネミー (2016/02/29 ISBN 978-4864912631)

ヴィレッジブックス刊。
- バットマン VS. スーパーマン: ベストバウト (2016/3/16 ISBN 978-4796875899)

小学館集英社プロダクション刊。
- トリニティ バットマン/スーパーマン/ワンダーウーマン (2016/07/27 ISBN 978-4796876001)

小学館集英社プロダクション刊。
- スーパーマン/バットマン:スーパーガール (2016/7/30 ISBN 978-4864913041)

ヴィレッジブックス刊。
- スーパーマン: サン・オブ・スーパーマン (2017/08/23 ISBN 978-4796876810)

小学館集英社プロダクション刊。
- スーパーマン: トライアルズ・オブ・スーパーサン (2018/02/21 ISBN 978-4796877183)

小学館集英社プロダクション刊。
- スーパーマン: アメリカン・エイリアン (2018/02/21 ISBN 978-4796877220)

小学館集英社プロダクション刊。
- スーパーサンズ (2018/08/23 ISBN 978-4796877404)

小学館集英社プロダクション刊。
- スーパーサンズ2 (2019/02/21 ISBN 978-4796877695)

小学館集英社プロダクション刊。
- アクション・コミックス #1000 (2019/02/16 ISBN 978-4-86491-416-1)

ヴィレッジブックス刊。
- スーパーサンズ3 (2019/09/19 ISBN 978-4796877817)

小学館集英社プロダクション刊。
- スーパーマン：エンペラー・ジョーカー (2019/10/17 ISBN 978-4796877824)

小学館集英社プロダクション刊。
- スーパーマン：イヤーワン［BLACK LABEL］ (2020/06/01 ISBN 978-4796878067)

小学館集英社プロダクション刊。
- スーパーマン・スマッシュ・ザ・クラン (2020/11/19 ISBN 978-4796878180)

小学館集英社プロダクション刊。
- バットマン／スーパーマン：シークレット・シックス (2021/06/24 ISBN 978-4796878517)

小学館集英社プロダクション刊。
- スーパーマン：サン・オブ・カル゠エル／ザ・トゥルース (2023/04/13 ISBN 978-4796873581)

小学館集英社プロダクション刊。
- スーパーマン：サン・オブ・カル゠エル／ザ・ ライジング (2024/02/22 ISBN 978-4796873758)

小学館集英社プロダクション刊。
- スーパーマン：アップ・イン・ザ・スカイ (2025/06/19 ISBN 978-4796874496)

小学館集英社プロダクション刊。
- スーパーマン’78 (2025/07/11 ISBN 978-4911348215)

フェーズシックス出版刊。

## 映画

### 実写映画
| 年   | 題名                                                                             | 主演                                                       |
| ---- | -------------------------------------------------------------------------------- | ---------------------------------------------------------- |
| 1948 | 連続活劇スーパーマン (1948年の映画) Superman                                     | カーク・アリン                                             |
| 1950 | アトムマン vs スーパーマン Atom Man vs. Superman                                 | カーク・アリン                                             |
| 1951 | スーパーマンと地底人間 Superman and the Mole Men                                 | ジョージ・リーヴス                                         |
| 1978 | スーパーマン Superman                                                            | クリストファー・リーヴ                                     |
| 1981 | スーパーマンII 冒険篇 Superman II                                                | クリストファー・リーヴ                                     |
| 1983 | スーパーマンⅢ/電子の要塞 Superman Ⅲ                                              | クリストファー・リーヴ                                     |
| 1987 | スーパーマンⅣ/最強の敵 Superman IV: The Quest for Peaces                         | クリストファー・リーヴ                                     |
| 2006 | スーパーマン リターンズ Superman Returns                                         | ブランドン・ラウス                                         |
| 2013 | マン・オブ・スティール Man of Steel                                              | ヘンリー・カヴィル                                         |
| 2016 | バットマン vs スーパーマン ジャスティスの誕生 Batman v Superman: Dawn of Justice | ヘンリー・カヴィル                                         |
| 2017 | ジャスティス・リーグ Justice League                                              | ヘンリー・カヴィル                                         |
| 2021 | ジャスティス・リーグ:ザック・スナイダーカット Zack Snyder's Justice League       | ヘンリー・カヴィル                                         |
| 2022 | ブラックアダム Black Adam                                                        | ヘンリー・カヴィル                                         |
| 2023 | ザ・フラッシュ The Flash                                                         | ジョージ・リーヴス クリストファー・リーヴ ニコラス・ケイジ |
| 2025 | スーパーマン Superman                                                            | デヴィッド・コレンスウェット                               |

### アニメ映画
スーパーマン (1941年-1943年)
声 - バド・コルヤー
制作：フライシャー・スタジオ(9話まで)、フェイマス・スタジオ(10話から)、配給：パラマウント映画、テクニカラー、劇場用短編、フィルム1巻もの（各話10分程度）、全17話
レゴ®ムービー (2014年)
声 - チャニング・テイタム、日本語吹替 - 森川智之
レゴバットマン ザ・ムービー (2017年)
声 - チャニング・テイタム、日本語吹替 - 花田光
DCスーパーヒーローズvs鷹の爪団 (2017年)
声 - 鈴村健一
ティーン・タイタンズ・ゴー! トゥ・ザ・ムービーズ (2018年)
声 - ニコラス・ケイジ
レゴ®ムービー2 (2019年)
声 - チャニング・テイタム、日本語吹替 - 花田光
DC がんばれ!スーパーペット (2022年)
声 - ジョン・クラシンスキー、日本語吹替 - 山野井仁

## ドラマ

### 主演ドラマ
スーパーマン (テレビドラマ) (1952年-1958年)
演 - ジョージ・リーヴス、日本語吹替 - 大平透(初回放送)、小林清志(再放送)
スーパーボーイ (テレビドラマ) (1988年-1992年)
演 - ジョン・ニュートン/ジェラルド・クリストファー/ロン・エリー
スーパーマンの青年時代「スーパーボーイ」の活躍を描いたテレビシリーズ。
LOIS&CLARK/新スーパーマン (1993年-1997年)
演 - ディーン・ケイン、日本語吹替 - 堀内賢雄
ヤング・スーパーマン (2001年-2011年)
演 - トム・ウェリング、日本語吹替 - 野島健児
スーパーマン&ロイス（2021年-）演 - タイラー・ホークリン、日本語吹替 - 玉木雅士

### 関連ドラマ
SUPERGIRL/スーパーガール (2015年-現在)
演 - タイラー・ホークリン、日本語吹替 - 玉木雅士
KRYPTON/クリプトン (2018年-現在)

## アニメ

### 主演アニメ
スーパーマン新冒険 (1966年-1970年)
声 - バッド・コルヤー、日本語版 - 広川太一郎
スーパーフレンズ (1973年-1986年)
声 - ダニー・ダーク
スーパーマン (1988年)
声 - ビュー・ウェーバー
スーパーマン (1996年-2000年)
声 - ティモシー・デイリー、日本語版 - 花田光
ジャスティス・リーグ (2001年-2004年)
声 - ジョージ・ニューバーン、日本語版 - 花田光
ジャスティス・リーグ・アンリミテッド (2004年-2006年)
声 - ジョージ・ニューバーン
リージョン・オブ・スーパーヒーローズ (アニメ) (2006年-2008年)
声 - ユーリ・ローエンタール
DCスーパーフレンズ (2010年)
声 - デビッド・ケイ
スーパーマン・オブ・トーキョー (2012年)
声 - ブレア・アンダーウッド/ジェフ・ベネット
ジャスティス・リーグ・アクション (2016年-2018年)
声 - ジェイソン・J・ルイス
アドベンチャー・ウィズ・スーパーマン (2023年-現在)
声 - ジャック・クエイド

### ゲスト出演アニメ
スーパー・ダック （1996年）
声 - ジム・カミングス、（日本語版　- 玄田哲章）
バットマン・ザ・フューチャー (1999年-2001年)
声 - クリストファー・マクドナルド
ザ・バットマン (2004年-2008年)
声 - ジョージ・ニューバーン、日本語版 - 花田光
クリプト・ザ・スーパードッグ (2005年-2006年)
声 - マイケル・デインジャーフィールド
バットマン:ブレイブ&ボールド (2008年-2011年)
声 - ロジャー・ローズ
ヤング・ジャスティス (2010年-2022年)
声 - ノーラン・ノース、日本語版 - 花田光
スーパー・ベスト・フレンズ・フォーエバー (2012年)
声 - キース・ファーガソン

### 長編アニメ
ザ・バットマン・スーパーマン・ムービー ～ ヒーロー頂上対決 ～ (1997年)
声 - ティモシー・デイリー
スーパーマン:ブレイニアック・アタック (2006年)
声 - ティモシー・デイリー
スーパーマン:ドゥームズデイ (2007年)
声 - アダム・ボールドウィン
スーパーマン/バットマン:パブリック・エネミー (2009年)
声 - ティモシー・デイリー
スーパーマン/バットマン:アポカリプス (2010年)
声 - ティモシー・デイリー
スーパーマン/シャザム!:リターン・オブ・ブラックアダム (2010年)
声 - ジョージ・ニューバーン
オールスター・スーパーマン (アニメ) (2011年)
声 - ジェームズ・デントン
スーパーマン VS. エリート (2012年)
声 - ジョージ・ニューバーン
バットマン:ダークナイト・リターンズ (アニメ) (2013年)
声 - マーク・バレー
スーパーマン:アンバウンド (2013年)
声 - マット・ボマー
デス・オブ・スーパーマン (アニメ) (2018年)
声 - ジェリー・オコンネル
レイン・オブ・ザ・スーパーメン (アニメ) (2019年)
声 - ジェリー・オコンネル

## パロディ
- アンダードッグ ショーは、本作をイメージして作られたヒーローアニメ。
- ステューパー・ダックは、ダフィー・ダックがクラック・トレントとして活躍するルーニー・テューンズの短編映画。
- キム・ニューマンの『超人（Übermensch !）』は、ドイツにスーパーマンが落着していたら……という架空歴史を描いた短編SF小説。

## ゲーム
- Superman (1979 video game) (1979年)
- Superman: The Game (1985年)
- Superman (Kemco game) (1987年)
- Superman (arcade game) (1988年)
- Superman: The Man of Steel (1989 video game) (1988年)
- Superman (Sunsoft game) (1992年)
- The Death and Return of Superman (1994年)
- スーパーマン64 (1999年)
- ジャスティス・リーグ Task Force (1995年)
- Superman: The Man of Steel (video game) (2002年)
- Superman: Shadow of Apokolips (2002年)
- Superman: Countdown to Apokolips (2003年)
- Superman Returns (video game) (2006年)
- DCユニバース・オンライン (2011年)
- Scribblenauts Unmasked: DC Comics (2013年)

### 対戦型格闘ゲーム
- モータルコンバット vs. DCユニバース (2008年)
- インジャスティス:神々の激突 (2013年)
- インジャスティス2 (2017年)